# Batrisodes riparius
Batrisodes riparius är en skalbaggsart som först beskrevs av Thomas Say 1824.  Batrisodes riparius ingår i släktet Batrisodes och familjen kortvingar. Inga underarter finns listade i Catalogue of Life.